# Tobias Ruff

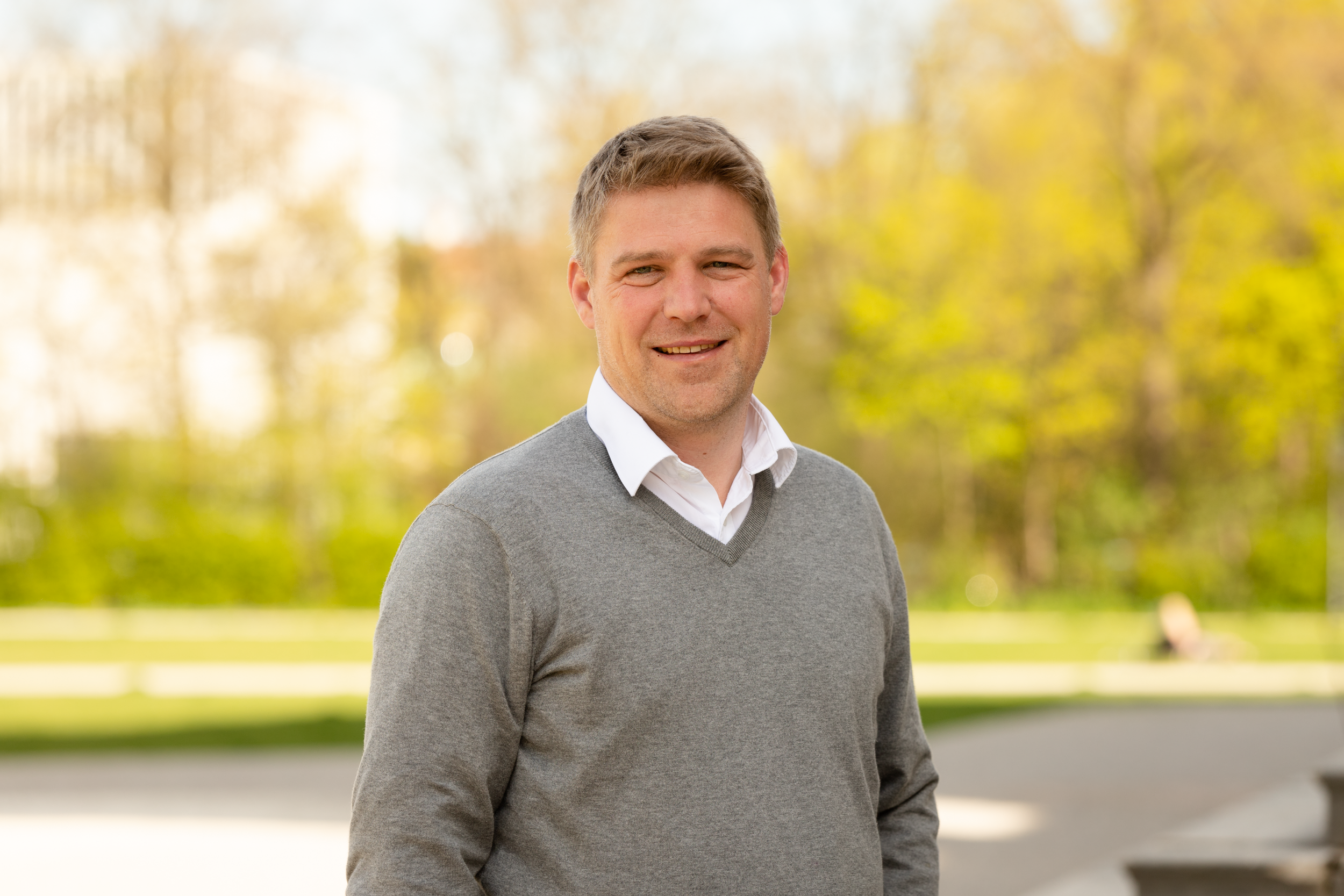
Tobias Ruff (2023)

Tobias Ruff (* 19. September 1976 in München) ist ein deutscher Dipl.-Forstingenieur (FH), Gewässerökologe und Politiker (Ökologisch-Demokratische Partei). Seit 2021 teilt er sich mit Agnes Becker den Landesvorsitz der ÖDP Bayern.

## Beruflicher Werdegang
Ruff wurde 1976 in München geboren. Er besuchte das Lion-Feuchtwanger-Gymnasium München. Von 1997 bis 2002 studierte er Forstwirtschaft an der Hochschule Freising/Weihenstephan, von 2002 bis 2003 International forest ecosystems and information technologies an der Fachhochschule Eberswalde.
Von 2002 bis 2014 war Ruff Geschäftsführender Gesellschafter der Ajuvo Ltd. – Solar & Pflanzenöl. Die Firma war im Bereich erneuerbare Energien tätig, u. a. im Vertrieb von Photovoltaikanlagen und der Umrüstung von KFZ auf Pflanzenölbetrieb.

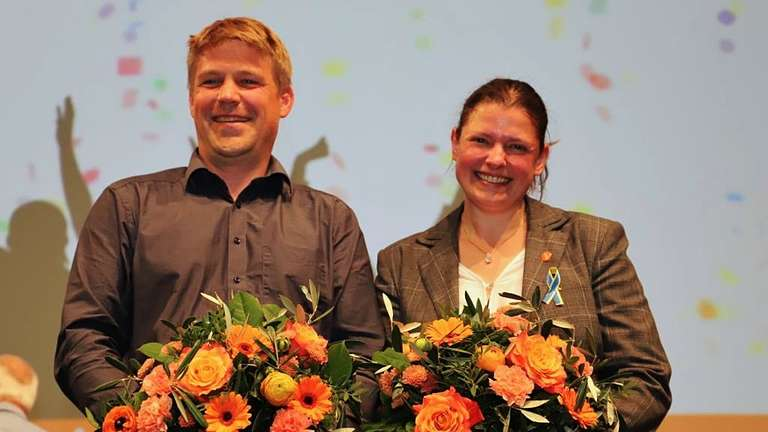
Tobias Ruff und Agnes Becker (2024)

Ab 2007 arbeitete Ruff als Gewässerökologe beim Bezirk Schwaben bei der Fachberatung für Fischerei. 2017 wechselte er zum Bezirk Oberbayern.

## Politische Arbeit
Ruff trat bereits 1995 im Alter von 19 Jahren der Ökologisch-Demokratischen Partei bei. Er sitzt seit 2010 im Münchner Stadtrat und ist seit 2020 Fraktionsvorsitzender der Fraktion ÖDP/München-Liste, der vierstärksten Kraft im Stadtrat.
2020 wurde Ruff zum Co-Landesvorsitzenden der ÖDP Bayern gewählt. Er teilt sich den Vorsitz mit Agnes Becker, der Initiatorin des Volksbegehrens „Rettet die Bienen“.
Von 2013 bis 2016 saß Ruff für die ÖDP im Bezirkstag von Oberbayern. 2020 kandidierte er für das Amt des Oberbürgermeisters in München. Bei den Kommunalwahlen 2026 tritt er erneut als OB-Kandidat an.
2022 wurde Ruff für besondere Verdienste um München mit der Auszeichnung „München leuchtet“ in Gold geehrt.
Ruff war Sprecher des Bürgerbegehrens „Grünflächen erhalten“, das 2023 vom Münchner Stadtrat übernommen wurde.
Bei den bayerischen Landtagswahlen 2023 kandidiert Tobias Ruff als Spitzenkandidat auf Platz 1. Bei der Europawahl 2024 kandidiert er auf Platz 7 der ÖDP-Liste.

## Positionen
Ruff sieht eine starke Bürgerbeteiligung als essentiell an und setzt sich für basisdemokratische Instrumente wie Bürgerbefragungen sowie Bürger-  und Volksbegehren ein.
Als Sprecher des Bürgerbegehrens „Grünflächen erhalten“ kritisierte er die Landeshauptstadt scharf dafür, dass trotz der Übernahme des Bürgerbegehrens bereits innerhalb der Bindungsfrist von einem Jahr weitere Grünflächen bebaut wurden.
Ruff bewertet das ungebremste Wachstum der Stadt München als sehr problematisch. Er plädiert für einen Wachstums-Stopp und „eine Pause“ für die Landeshauptstadt: keine neuen Gewerbeflächen, Erhalt von Grünflächen, Verkehrswende.
Der Gewässerökologe setzt sich für den Erhalt der Artenvielfalt sowie den Schutz von Gewässern ein. Chancen sieht er u. a. in der Renaturierung von Gewässern und Mooren, dem Humusaufbau in der Landwirtschaft sowie dem Stopp weiterer Flächenversiegelung. Ruff ist der Verfasser des 2019 von der ÖDP initiierten Volksbegehrens „Artenvielfalt & Naturschönheit in Bayern“.
Ruff spricht sich – u. a. wegen der hohen Kosten und der negativen Folgen für die Umwelt – gegen die Austragung der Olympischen Spiele in München ab dem Jahr 2036 aus, durch die er Lebensqualität und bezahlbaren Wohnraum in der Stadt weiter gefährdet sehen würde.

## Privatleben
Ruff lebt in München, ist verheiratet und hat zwei Töchter.